# 菊地沙也加
菊地 沙也加（きくち さやか）別名：林原栄子（はやしばら えいこ）は日本の女優。元AV女優。
成人作品への出演も確認出来る。

## フィルモグラフィー
- 『美人妻 PREMIUM コレクション4時間』(ビッグモーカル)
- 『痴熟女マンスリー 濡れる媚肉編』(ロイヤルアート)
- 『東京セレブ 01』(メディアバンク)
- 『マスカット美人妻 Remastering』(ビッグモーカル)
- 『官能痴女III』(シネマジック)
- 『義母さんもうガマンできない 林原栄子』(ロイヤルアート)
- 『人妻物語 アナタと15人のエロ妻4時間』(メディアバンク)

| スタブアイコン | サブスタブ | この項目は、まだ閲覧者の調べものの参照としては役立たない、俳優（男優・女優）に関連した書きかけの項目です。この項目を加筆・訂正などしてくださる協力者を求めています（P:映画/PJ芸能人）。 |